# Skogsgödsling
Skogsgödsling är en åtgärd i skogsbruket som på relativt kort sikt kan öka tillväxten.

## Skogsgödsling i Sverige
Redan på 1900-talet gjordes det försök att genom olika gödselmedel öka produktionen av skogsråvara. Det fanns då en vilja att öka skogsmarksarealen genom att dika ur torvmark. Då upptäckte man att den utdikade marken inte alltid beskogades, varvid man började fundera på att gödsla marken för att se om det berodde på näringsbrist. T.ex. var Vilhelm Ålund som 1910 gjorde försök med träaska på Robertfors AB utdikade torvmarker. Dock var dessa gödslingsförsök inriktade mot gödsling av andra medel än kväve. En anledning var att kvävegödselmedel inte fanns att tillgå i kommersiell skala, utan intresset för att gödsla skogsmark med kväve uppkom med att ny teknik kunde tillverka kvävegödselmedel kommersiellt och när botanikern Henrik Hesselman och växtbiologen Lars-Gunnar Romell visade på 1930-talet att om man spred kväve i form av ammoniumnitrat i gammal granskog i Norrland så ökade diametertillväxten.
Under 1950-talet så började Statens Skogsforskningsinstitut lägga ut större och mer kontrollerade försök på både torv och fastmark, där försöken lades ut på marker med olika typer av ägarförhållanden. Senare under decenniet så började även Domänverket och SCA lägga ut egna gödslingsförsök.
Vid inträdet av nästa decennium så förstod man att det rådde kvävebrist i nästan alla bestånd förutom på de bästa boniteterna i södra och mellan Sverige, och kvävegödsling på fastmark gav en tillväxtökning i ca 10 år efter gödslingstillfället.
Man kunde så genom skogsgödsling öka uttaget av virke ur den egna skogen eller minska behovet av importerat rundvirke. Skogsgödslingen slog igenom på 1960-talet och nådde kulmen på 1970-talet för att kraftigt minska under 1980-talet.
Det är främst bristen på kväve som begränsar virkestillväxten i boreal skog på fastmark. På torvmark är det däremot tillgången av fosfor och kalium som begränsar tillväxten. Gödsling på torvmark brukar benämnas som torvmarkgödsling eller askgödsling, vilket inte skall blandas ihop med askåterföring.
Gödsling är ett effektivt sätt att få skog att växa mer och binda mer koldioxid per omloppstid. Gödslingen kan alltså vara ett medel mot klimatuppvärmningen. Gödsling anses inte utgöra något hot mot den biologiska mångfalden, ekosystem, störa naturliga markprocesser eller markens långsiktiga produktionsförmåga. 

## Samråd med Skogsstyrelsen
Om gödsling sker på fel plats kan det väsentligt påverka naturmiljöer. Samråd ska därför ske med Skogsstyrelsen minst sex veckor före planerad gödsling. Skogsgödsling påverkar markvegetationen genom en förskjutning mot mer kvävegynnade arter. 

### Fotnoter
1. 1 2 3 4 5  Kardell. Sid 17
2. 1 2 3 4  Kardell. Sid 18
3. ↑  Kardell. Sid 3
4. ↑  Kardell. Sid 7
5. ↑  Skogsstyrelsen. Sid 42
6. ↑  Skogsstyrelsen Arkiverad 26 oktober 2013 hämtat från the Wayback Machine., Gödsling